# Giorgi Melia
Giorgi Melia (gruz. გიორგი მელია ;ur. 14 września 1996) – gruziński zapaśnik walczący w stylu klasycznym. Olimpijczyk z Tokio 2020, gdzie zajął dziewiąte miejsce w wadze 97 kg.
Piąty na mistrzostwach świata w 2019. Dziesiąty na mistrzostwach Europy w 2021. 
Wicemistrz Europy U-23 w 2019. Drugi na MŚ U-23 w 2019 i trzeci w 2018. Mistrz świata kadetów w 2016 roku.